# 친위대 제21무장산악사단 스칸데르베그
친위대 제21무장산악사단 스칸데르베그 (제1알바니아)(21. Waffen-Gebirgs-Division der SS „Skanderbeg“ (albanische Nr. 1))는 나치 독일의 무장친위대 사단 중 하나이다.
보스니아 동부에서 제13무장산악사단 한트샤르 (제1크로아티아)에 속하여 유고슬라비아 파르티잔 토벌에 종사하던 알바니아인 대대를 중심으로 해서 새로 편성된 사단이 스칸데르베그 사단이다. 병사들은 알바니아 무슬림이었고 장교 및 부사관은 거의 독일인 및 독일계 유고인(민족독일인)이었다. 부대명 스칸데르베그는 15세기에 오스만 제국의 침입을 20여년간 방어해낸 중세 알바니아의 국민영웅 게오르게 카스트리오티 스칸데르베그에서 비롯되었다.
스칸데르베그 사단은 명목상으로만 사단이었지 사단급 규모를 갖춘 적은 한 번도 없었다. 최대 규모일 때가 6,000 - 6,500 명 사이의 여단급 병력이었다. 1944년 5월 프리슈티나에서 스칸데르베그 사단원들이 유대인 281명을 체포하여 독일군에게 넘겼고, 독일군은 이들을 베르겐-벨젠 강제수용소로 보내 죽였다. 스칸데르베그 사단은 전과보다는 살인, 강간, 약탈 등의 잔혹행위로 더 잘 알려져 있으며, 이러한 전쟁범죄는 대개 세르비아인을 대상으로 이루어졌다. 스칸데르베그 사단이 참여한 유의미한 군사적 행동은 1944년 6월에서 7월 사이 목일이 점령한 몬테네그로에서 수행된 대규모 파르티잔 토벌작전이 유일하다.
이 작전 이후 사단은 코소보의 크롬 광산 수비 임무를 맡고 파견되었다가 파르티잔의 공격을 받고 대부분이 탈영, 와해되었다. 사단은 1944년 11월 1일 해산되었고 남은 사단원들은 제7SS의용산악사단 프린츠 오이겐에 흡수되었다. 스칸데르베그 사단장이었던 아우구스트 슈미트후버 여단지도자는 전쟁이 끝난 뒤 베오그라드에서 열린 재판에서 전쟁범죄에 대해 유죄가 선고되어 1947년 목이 매달렸다.

## 같이 보기
- 무장친위대의 부대 목록
- 무장친위대 계급 및 표장